# Балкан (исторический район)
Балка́н или Балка́ны — исторический район в центре Москвы, к северу от Садового кольца, в районе современных Грохольского и Большого Балканского переулков.

## Этимология
Название повторяет имя находившегося в этом районе одноимённого пруда, название которого в свою очередь вероятно происходит от тюркского балган — «болото, лужа». По другой версии, название появилось из-за наличия в этой местности оврагов — бакалдин.

## История
Название известно с XVII века. Центром местности был одноимённый пруд, известный также под названием Коптелка из-за находившегося на его берегу одноимённого питейного заведения. За прудом следили, чистили и углубляли его, однако во второй половине XIX века он обмелел из-за истощения питавших его ключей, после чего он был засыпан. По одной версии, это произошло в 1866, по другой — в конце 1880-х годов. В 1886 году часть площади бывшего пруда была застроена, а на оставшейся был заложен сквер, получивший название Балканского. 
До засыпки пруда от 2-го Коптельского переулка (ныне — Грохольский переулок) вглубь квартала шла тупиковая улица, называвшаяся Тупой переулок или Бугровский тупик (названный так по фамилии домовладельца). После засыпки пруда и большого пожара 1876 года, в результате которого многие дома в этом районе сгорели, из этого тупика был проложен выезд до Каланчёвской улицы, названный Балканским переулком. В 1930-х годах переулок был переименован в Большой Балканский, а ставший сквозным Бугровский — в Малый Балканский, который был позднее застроен и ликвидирован в 1980-х годах.